# 1916
1916 (MCMXVI) là một năm nhuận bắt đầu vào Thứ bảy của lịch Gregory và là một năm nhuận bắt đầu vào Thứ Sáu của lịch Julius, năm thứ 1916 của Công nguyên hay của Anno Domini, the năm thứ 916  của thiên niên kỷ 2, năm thứ 16  của thế kỷ 20, và năm thứ  7   của thập niên 1910. Tính đến đầu năm 1916, lịch Gregory bị lùi sau 13 ngày trước lịch Julius, và vẫn sử dụng ở một số địa phương đến năm 1923. 

## Sự kiện
- 8 tháng 1 - Liên quân Entente rút khỏi Gallipoli.
- 29 tháng 1 - Paris bị khí cầu Zeppelins của Đức ném bom lần đầu tiên.
- 21 tháng 2 - Bắt đầu trận Verdun giữa Pháp và Đế quốc Đức trong Chiến tranh thế giới thứ nhất.
- 15 tháng 3 - Mỹ can thiệp vũ trang vào México.
- 24 tháng 4 - Khởi nghĩa chống ách đô hộ của Anh ở [Dublin] (Ái Nhĩ Lan).
- 4 tháng 5 - Đức tuyên bố ngừng cuộc chiến tranh toàn diện trên biển.
- 6 tháng 5 - Vua Duy Tân của Việt Nam bị Pháp bắt.
- 31 tháng 5 đến 1 tháng 6 - Trận Jutland giữa đế quốc Đức và Anh trong đệ nhất thế chiến.
- 4 tháng 6 - Bắt đầu cuộc tổng tấn công của tướng Brusilov vào phòng tuyến quân đội Áo-Hung tại Galicia.
- 1 tháng 7 - Bắt đầu trận Somme lần thứ nhất giữa Anh và Đế quốc Đức trong Chiến tranh thế giới thứ nhất với thương vong của quân Anh trong ngày đầu tiên của trận chiến là 60 000 người.
- 3 tháng 7 - Thỏa ước liên minh Nga-Nhật.
- 4 tháng 8 - Quần đảo Vierges trở thành lãnh thổ Mỹ.
- 7 tháng 8 - Bồ Đào Nha gia nhập khối Entente.
- 17 tháng 8 - România ký hiệp định liên minh với các nước khối Entente.
- 27 tháng 8 - Romania tuyên chiến với đế quốc Áo-Hung và tham gia vào thế chiến thứ nhất.
- 15 tháng 9 - Xe tăng được sử dụng lần đầu tiên trong lịch sử thế giới.
- 5 tháng 11 - Đức và Áo-Hung tuyên bố thành lập vương quốc tự trị Ba Lan.
- 7 tháng 11 - Woodrow Wilson đánh bại Charles E. Hughes trong cuộc bầu cử tổng thống Mỹ.
- 18 tháng 11 - Trận Somme lần thứ nhất kết thúc.
- 21 tháng 11 - Tàu ngầm Đức bắn chìm tàu quân y HMHS Britannic của Anh tại gần đảo Kea,Hy Lạp,30 người thiệt mạng
- 6 tháng 12 - Quân Đức do Falkenhayn chỉ huy chiếm thủ đô Bucharest của Romania.
- 18 tháng 12 - Trận Verdun kết thúc với hơn 70 vạn người chết và bị thương.
- tháng 9 - Vụ sập cầu Quebec.
- 21 tháng 11 - Chìm tàu HMHS Britannic.

## Sinh

### Tháng 1
- 1 tháng 1: Dadi Janki (m. 2020)
- 24 tháng 1: Rafael Caldera, tổng thống Venezuela.

### Tháng 2
- 2 tháng 2: Xuân Diệu, nhà thơ Việt Nam (m. 1985)
- 16 tháng 2: Dương Văn Minh, Tổng thống Việt Nam Cộng hòa cuối cùng (m. 2001)

### Tháng 4
- 2 tháng 4: Hữu Loan, Nhà thơ người Việt Nam (m. 2010)

### Tháng 5
- 15 tháng 5: Nguyễn Côn, Phó Thủ tướng Chính phủ Việt Nam (m. 2022)

### Tháng 6
- 9 tháng 6: Robert McNamara, Bộ trưởng Bộ Quốc phòng Hoa Kỳ

### Tháng 9
- 19 tháng 9: Vũ Khiêu, là một học giả nghiên cứu về văn hóa Việt Nam. (m. 2021)

## Mất

### Tháng 5
- 17 tháng 5:
  - Thái Phiên, nhà hoạt động cách mạng Việt Nam trong phong trào chống Pháp thời kỳ Vua Duy Tân (s. 1882)
  - Trần Cao Vân, quan lại Việt Nam của nhà Nguyễn được biết đến vì tinh thần yêu nước thời Pháp thuộc (s. 1866)

### Tháng 6
- 6 tháng 6: Viên Thế Khải, chính trị gia Trung Quốc.

### Tháng 9
- 13 tháng 9: Mary, chú voi cái châu Á nặng 5 tấn, còn được gọi với cái tên "Mary Sát nhân" ("Murderous Mary") (s. 1894)
- 21 tháng 9: Franz Joseph I, hoàng đế đầu tiên của đế quốc Áo-Hung (s. 1830)

### Tháng 11
- 22 tháng 11: Jack London, nhà văn Mỹ (s. 1876)

### Tháng 12
- 9 tháng 12: Natsume Sōseki, nhà văn Nhật Bản (s. 1867)
- 29 tháng 12: Grigori Rasputin, tu sĩ người Nga (s. 1869)